# Каїнам, син Арфаксада
Каїнам — син Арфакшада, не включений у переклад Старого Заповіту, зате згаданий в Септуаґінті та у Новому Заповіті — в родоводі Ісуса Христа у 3 главі Євангелія від Луки (Лк. 3:36).
Каїнам згаданий також у Книзі Ювілеїв — канонічному творі Ефіопської православної церкви: «І в 29 ювілей першого тижневого року (1373 рік) на початку взяв Арфаскад собі дружину, на ім'я Расуя, дочка Сусани, дочки Елама, і вона народила йому сина в третій рік цього тижневого року, і він назвав ім'я йому Каїнам. І його син зріс і його батько навчив його письму і він пішов шукати собі місце, де б заснувати собі місто. І він знайшов надпис, який праотці вирубали на скелі, і він прочитав, що було на ньому, і переписав це. І він побачив, що на ній було знання вартових, що розробили чарівне вчення про сонце, і місяць, і зірки, у всіх знаках неба. І він записав це, але нічого про це не говорив, бо боявся розповісти про це Ною, щоб він не розгнівався на нього за це. І в 30 ювілей другого тижневого року у його 1 рік (1429 року) взяв він за жінку Мельку, дочку Абадаїса, сина Яфета, і на 4 році породила вона йому сина, і він назвав його Шелах, тому що він сказав: посланий я був.»